# Piarista Iskola (Kecskemét)

A kecskeméti Piarista Iskola (teljes nevén: Piarista Gimnázium, Kollégium, Általános Iskola és Óvoda) Kecskemét városának híres kegyesrendi (piarista) iskolája, a város egyik legrégebbi, 1714-ben alapított oktatási intézménye. Jelenlegi vezetője Mikulás Domonkos, aki 2017 szeptemberétől vezeti az intézményt.

## Az iskola rövid története
A kecskeméti Piarista Iskola megalapítása gróf Koháry István országbíró, Kecskemét földesurának nevéhez kötődik. 1714 januárjában nagyobb összegű alapítványt hozott létre, miután erről megegyezett Bohn Euszták viceprovinciálissal. Az első piarista szerzetesek egy év múlva, 1715 januárjában érkeztek Kecskemétre Majthényi Domonkos házfőnök vezetésével.
A tanítás 1716-ban kezdődött az iskolában két osztályban 118 diákkal. Az első rendház és iskola 1720–1726 között épült fel. 1729-ben helyezték el a templom alapkövét, mely 1735-re készült el barokk stílusban, s ma is Kecskemét egyik legjelentősebb műemléke. A Szentháromság-templom 1948-ban kapott plébániatemplomi címet, ma a Kalocsa-Kecskeméti főegyházmegye legjelentősebb plébániái közé tartozik.
1731-ben ide került a rend második noviciátusa,  mely egészen 1850-ig volt itt. A kecskeméti rendház a tartományfőnök székhelye is volt egy időben (1730–1732).
II. József uralkodása alatt (1780–1790) az iskola tanulói létszáma minimálisra csökkent, s csak az 1800-as évek elején alakult ki a hatosztályos gimnázium közel 300 diákkal. A templomtól jobbra eső épületszárny – mely ma a diákotthon épülete – 1825–1832 között épült. Az első érettségit 1862-ben tartották.
Az iskola lassan kinőtte a korábbi épületet, így 1930–1933 között Hültl Dezső tervezésében, gróf Klebelsberg Kuno vallás- és közoktatásügyi miniszter támogatásával megépült az eredeti iskolával szemben az új iskolaépület neobarokk homlokzattal. Az iskolában az 1714-es alapítás óta gyakorlatilag folytonos volt a tanítás; egyedül az 1948–1949-es tanévben nem volt oktatás az államosítások következtében. Azonban az 1950-ben az iskola megnyitotta kapuit, s a budapesti kegyesrendi gimnázium mellett a kecskeméti működhetett a kommunizmus évei alatt. 1950-től az iskola négyosztályos gimnázium lett, mellette kollégiummal.
Az iskola ma a Duna–Tisza közének jelentős katolikus tanintézete általános iskolai és gimnáziumi oktatással, kollégiummal.

## Az iskola híres diákjai, tanárai

### Híres öregdiákok
- Szlemenics Pál (1783–1856) jogtudós, akadémiai tanár
- Katona József (1791–1830), kecskeméti főügyész, a magyar drámairodalom kiemelkedő alakja
- Táncsics Mihály (1799–1884), író, publicista, politikus
- Klapka György (1820–1892), honvédtábornok, helyettes hadügyminiszter
- Hornyik János (1812–1885) Kecskemét levéltárosa, főjegyzője, történész
- Csemegi Károly (1826–1899) jogász, a magyar büntetőjog-tudomány kiemelkedő alakja
- Belon Gellért (1911–1987), pécsi segédpüspök 1982–1987 között
- Marosi Izidor (1916–2003), váci püspök 1987–1992 között
- Dankó László (1939–1999), kalocsa–kecskeméti érsek 1987–1999 között
- Fórián-Szabó Zoltán (1941–2015), piarista szerzetes, fizika-kémia szakos tanár, plébános
- Mader Béla (1941–) SZTE Klebelsberg-könyvtára főigazgatója 1990–2013 közt
- Bábel Balázs (1950–), kalocsai–kecskeméti érsek 1999-től
- Kuncze Gábor (1950–), belügyminiszter, országgyűlési képviselő
- Pálinkás József (1952–), Magyar Tudományos Akadémia elnöke 2008–2014 között[1]
- Tusor Péter (1967–), történész, filológus.
- Hubay Attila (2007-), focista (Ballószögi FK)

Piarista kispapként (studens) szintén itt végezték tanulmányaikat:
- Révay József (1881–1970) író, klasszika-filológus
- Kornis Gyula (1885–1958) piarista szerzetes, filozófus, egyetemi tanár, kultúrpolitikus
- Balanyi György (1886–1963) piarista szerzetes, történész, egyetemi tanár
- Sík Sándor (1889–1963), piarista szerzetes, költő, műfordító, irodalomtörténész, cserkészvezető, egyetemi tanár, tartományfőnök, a Magyar Tudományos Akadémia levelező tagja, Kossuth-díjas
- Öveges József (1895–1979), piarista szerzetes, fizikusprofesszor, Kossuth-díjas
- Lénárd Ödön (1911–2003) piarista szerzetes, az Actio Catholica kulturális titkára, a kommunizmus börtönviselt áldozata
- Lajos Erik Xavér (2007-)piarista szerzetes,angol és hittan tanár

### Híres tanárok
- Horányi Elek (1736–1809) piarista szerzetes, irodalomtörénész
- Simai Kristóf (1744–1833) piarista szerzetes, drámaíró, gasztronómus
- Erdősi Imre (1814–1890), piarista szerzetes, a „branyiszkói hős” (Kecskeméten a piarista rendház rektora volt, a gimnáziumban nem tanított)
- Pivár Ignác (1843–1905) piarista szerzetes, gyógypedagógus
- Vajda Gyula (1843–1909) piarista szerzetes, történész, egyetemi tanár
- Laczkó Dezső (1860–1832) piarista szerzetes, geológus
- Tomek Vince (1892–1986) piarista szerzetes, teológus, tartományfőnök, rendfőnök (generális)
- Jelenits István (1932–2024), piarista szerzetes, tartományfőnök, teológus, író
- Lukács László (1936–2023) piarista szerzetes, gimnáziumigazgató, irodalomtörténész, szerkesztő
- Kovács András SchP
- Lengvári Csaba SchP
- Szabó Dániel SchP
- Vazul Attila Márton